# Harsziotef
Harsziotef Meroé kusita uralkodója volt kb. i. e. 404–369 között. Anyja Ataszamale királyné volt, apja talán Irike-Amaninote király. Feleségét Batahalijének hívták, talán egy másik felesége is volt, Pelha. Amennyiben utóbbi is a felesége volt, úgy Harsziotef volt Nasztaszen király apja. Lehetséges, hogy Akharatan király is a fia volt, Szehmah királyné, Nasztaszen felesége pedig a lánya lehetett.
Harmincharmadik uralkodási évében készült felirata felsorolja csatáit sikeres hadjáratáról, melyet királyságától keletre folytatott egy Habasza nevű város ellen, aminek lakóit matitnak hívták. A város lakói beleegyeztek, hogy adót fizetnek neki. A város neve talán a Habesa név egyik legkorábbi ismert változata; innen ered Abesszínia neve. Az egyetlen, még korábbi szöveg, ami talán ezt a nevet említi, Punt népének említése Hatsepszut korában; az általuk lakott tömjéntermesztő vidékeket ḫbstjw néven említik.
Harsziotefet Nuri királyi temetőjében temették el, a Nuri 13 sírba.

## Neve
Harsziotef az egyiptomi fáraók mintájára teljes fáraói titulatúrát vett fel.
- Hórusz: Kanaht Haemnepet („Az erős bika, aki megjelenik Napatában”).
- Nebti: Netnetjeru („Aki az istenek tanácsát keresi”).
- Arany Hórusz: Uftiheszutnebut („Aki minden sivatagi földet uralma alá vet”).
- Prenomen: Szameriamon („Ámon szeretett fia”)
- Nomen: Harsziotef („Hórusz, apja fia”)

## Fordítás
- Ez a szócikk részben vagy egészben  a   Harsiotef című angol Wikipédia-szócikk ezen változatának fordításán alapul.  Az eredeti cikk szerkesztőit annak laptörténete sorolja fel. Ez a jelzés csupán a megfogalmazás eredetét és a szerzői jogokat jelzi, nem szolgál a cikkben szereplő információk forrásmegjelöléseként.